# Catagela
Catagela is een geslacht van vlinders van de familie grasmotten (Crambidae), uit de onderfamilie Schoenobiinae.

## Soorten
- C. adjurella Walker, 1863
- C. adoceta Common, 1960
- C. rubelineola Wang & Sung, 1979
- C. subdodatella Inoue, 1982